# Цисеве (Україна)
Цисе́ве —  село в Україні, в Великосорочинській сільській громаді Миргородського району Полтавської області. Населення становить 131 осіб. Колишній орган місцевого самоврядування — Великобайрацька сільська рада.
Село постраждало внаслідок геноциду українського народу, проведеного окупаційним урядом СРСР 1932-1933 та 1946-1947. 

## Географія
Село Цисеве примикає до села Великий Байрак. Навколо села кілька іригаційних каналів. Поруч проходить автомобільна дорога Р42 (Т 1710).

## Історія
З 1917 - у складі УНР. З 1921 - стабільний комуністичний режим, який 1928 року вдався до прямого терору проти самостійних господарників, а весною 1932 - до голодомору. 
З вересня 1941 по вересень 1943 село перебувало у складі цивільної адміністрації Рейхскомісаріату Україна. За цей час - жодного випадку терору голодом. 
1 грудня 1991 мешканці села масово підтримали Акт відновлення державної незалежності України.

## Населення

### Мова
Розподіл населення за рідною мовою за даними перепису 2001 року:
| Мова       | Відсоток |
| ---------- | -------- |
| українська | 96,95%   |
| російська  | 3,05%    |